# Moigrad-Porolissum, Sălaj
Moigrad-Porolissum este un sat în comuna Mirșid din județul Sălaj, Transilvania, România.

## Așezare
Satul propriu-zis este așezat într-o depresiune. Hotarul Moigradului este format din multe dealuri dintre care se remarcă Măgura (504 m), pe care se exploatează o carieră de piatră.
Satul este situat la aproximativ 10 km de orașul Zalău, având hotare cu satele: Mirșid, Ortelec, Stâna, Brebi și Jac.

## Atestare
Localitatea Moigrad a fost atestată prima oară în 1423 (Villa olachalis Mojgrad). De-a lungul timpului, a apărut în diverse documente sub câteva forme, apropiate între ele: Mojgrad (1450), Mojgradu (1894).

## Istoric
La Moigrad a fost descoperit cel mai vechi tezaur de aur masiv din România. Cântărește 780 grame, datează din perioada neoliticului și întruchipează idoli antropomorfi, simboluri ale fertilității.
Pe teritoriul extravilan al acestui sat se găsește marele castru roman Porolissum.
În 1975 a fost descoperit un fragment de vas de lut, din pastă fină de culoare cenușie-deschisă, partea inferioară a unei farfurii de mici dimensiuni. Pe partea interioară și exterioară au fost incizate în pastă crudă înainte de ardere o serie de litere și simboluri care atestă începuturile vieții creștine bisericești pe teritoriul Daciei în secolul următor retragerii aureliene.
Arheologii din Sălaj au descoperit în 2009 pe Culmea Moigradului o așezare dacică cu aproximativ zece locuințe, cuptoare de ars și gropi pentru alimente. Așezarea aparținea unui șef de trib, iar dacii se întrețineau prin schimburi de obiecte ceramice cu alte comunități din zonă.
În trecut, vatra satului a fost mult mai aproape de Brebi. Actuala vatră datează de acum aproximativ 200 de ani.

## Populație
În 1928 satul avea 237 case și 708 locuitori (majoritatea români).
Sub aspectul limbii, moigrădenii se încadrează în subdialectul crișan.

## Lăcașuri de cult
În sat a existat o biserică de lemn, construită în 1730. După mutarea vetrei, biserica a fost adusă pe ultimul ei amplasament în 1783. Din păcate această biserică de lemn a ars complet într-un incendiu devastator la sfârșitul secolului al XX-lea. O nouă biserică s-a construit în anii următori prin eforturile sătenilor și cu ajutorul donațiilor generoase făcute de fiii satului plecați peste hotare.

## Tradiții
În această localitate s-a constituit și ansamblul folcloric profesionist Moigrad-Porolissum. Acest ansamblu are în componență un grup de dansatori, o orchestră, precum și interpreți de muzică populară.

## Personalități
- Nicolae Cochinescu - (născut în 19 ianuarie 1940) - judecător la Curtea Constituțională a României din 2001